# Marionina georgiana
Marionina georgiana är en ringmaskart som beskrevs av Wilhelm Michaelsen 1888. Marionina georgiana ingår i släktet Marionina och familjen småringmaskar. Inga underarter finns listade i Catalogue of Life.